# 795 (szám)
A 795 (római számmal: DCCXCV) egy természetes szám, szfenikus szám, a 3, az 5 és az 53 szorzata.

## A szám a matematikában
A tízes számrendszerbeli 795-ös a kettes számrendszerben 1100011011, a nyolcas számrendszerben 1433, a tizenhatos számrendszerben 31B alakban írható fel.
A 795 páratlan szám, összetett szám, azon belül szfenikus szám, kanonikus alakban a 31 · 51 · 531 szorzattal, normálalakban a 7,95 · 102 szorzattal írható fel. Nyolc osztója van a természetes számok halmazán, ezek növekvő sorrendben: 1, 3, 5, 15, 53, 159, 265 és 795.
A 795 négyzete 632 025, köbe 502 459 875, négyzetgyöke 28,19574, köbgyöke 9,26380, reciproka 0,0012579. A 795 egység sugarú kör kerülete 4995,13232 egység, területe 1 985 565,097 területegység; a 795 egység sugarú gömb térfogata 2 104 699 002,7 térfogategység.